# Iepure mare antilopă
Iepurele mare antilopă (Lepus alleni) este o specie de mamifere din familia iepurilor, Leporidae, și singura specie din subgenul Macrotolagus. Este găsit în Arizona și Mexic. Uniunea Internațională pentru Conservarea Naturii l-a clasificat drept specie neamenințată cu dispariția.

## Istorie evolutivă
Evidența fosilelor plasează genul Lepus în America de Nord cu aproximativ 2,5 milioane de ani în urmă. O specie acum dispărută, Lepus giganteus, a fost crezută ca fiind existentă în acea perioadă. Această specie împărtășea însușiri fizice cu iepurele mare antilopă, făcând dificilă diferențierea fosilelor celor două specii. Într-un studiu din anul 2014, niște cercetători au lansat ipoteza că L. giganteus a reprezentat un strămoș comun pentru iepurele mare antilopă și iepurele de California (Lepus californicus). Iepurele de California coexistă cu iepurele mare antilopă și cele două specii sunt simpatrice⁠(en)[traduceți]. În același studiu din anul 2014, analiza genetică a concluzionat că trei specii din genul Lepus împărtășesc un strămoș comun de Lepus callotis: L. callotis, L. alleni (iepurele mare antilopă) și L. flavigularis. Pe baza acestei evidențe, au concluzionat de asemenea că iepurele de California, deși este strâns înrudit cu L. callotis, există în propria subcladă separată.

## Taxonomie
Iepurele mare antilopă a fost descris științific de Edgar Alexander Mearns în anul 1890 și este singura specie din subgenul Macrotolagus. Există trei subspecii recunoscute ale iepurelui mare antilopă:
- Lepus alleni alleni[1] (Mearns, 1890)[6]
- L. a. palitans[1] (Bangs, 1900)[6]
- L. a. tiburonensis[1] (Townsend, 1912)[7]

A treia ediție a Mammal Species of the World consideră L. a. palitans drept sinonim al L. a. alleni.

## Descriere

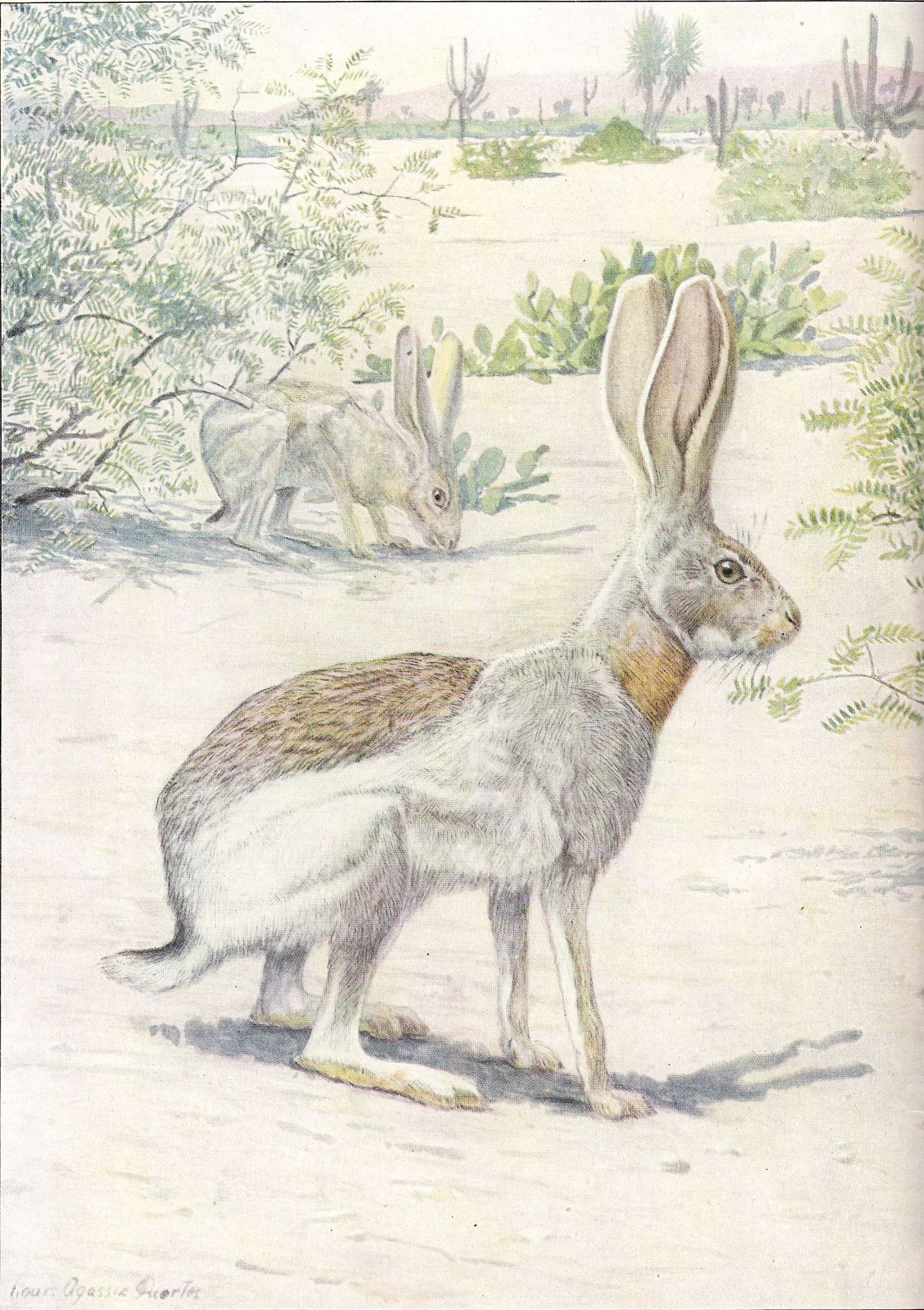
Reprezentare artistică a unui iepure mare antilopă

Iepurele mare antilopă este o specie de iepure propriu-zis de mărime mare. Masculii și femelele au aspect identic. Acest iepure are urechi lungi, ascuțite, și un colorit distinct al blănii. Burta sa este albă, părțile laterale cenușii-deschise, spatele are picățele negre, iar pe gât și pe piept este prezent un colorit portocaliu. Este similar cu specii precum iepurele de California și Lepus callotis. Lungimea corpului său variază la 52–58 cm și coada sa poate avea 5–10 cm. Membrele din față cresc până la 10–20 cm, iar cele din spate până la 20–30 cm. Urechile îi sunt extrem de lungi, atingând lungimea de 14–17 cm, și au alb la vârf și margini. Poate cântări până la 4,1 kg. Specia are un craniu foarte larg, iar partea din față a acestuia este lungă. Coada bicoloră este neagră deasupra și cenușie-pală dedesubt.

## Răspândire
În Statele Unite, iepurele mare antilopă este găsit în părți din Arizona, iar în nord-vestul Mexicului în state precum Chihuahua, Nayarit, Sinaloa și Sonora. În comparație cu celelalte specii din genul Lepus prezente în America de Nord, arealul său este limitat. Această specie nu se găsește în zone mai îndepărtate înspre est decât lanțurile montane Sky islands în Arizona și Sierra Madre Occidental în Mexic. De asemenea, nu este răspândită în partea de vest a Florence, Arizona.

## Habitat
Iepurele mare antilopă viețuiește într-o varietate de habitate tropicale și subtropicale. Poate fi găsit pe câmpii sau dealuri ierboase, preferând habitatele cu arbuști mari și deșertici în schimbul celor cu iarbă lungă. Specia poate fi găsită și în habitate deșertice mai sterpe. Un studiu din anul 2014, concentrându-se pe ecologie, a indicat că printre tipurile ideale de habitat pentru acești iepuri se numără zonele al căror sol este ierbos și cele în care cresc plante din genul Prosopis. Nu preferă un climat arid; în schimb, trăiesc în zone unde cantitățile de precipitații din timpul verii variază de la 90 mm până la 360 mm. Spre deosebire de iepurele de California, care supraviețuiește în condiții mai puțin umede, iepurele mare antilopă viețuiește în locații cu umiditate mai ridicată.

## Comportament și ecologie
Este activ în principal noaptea și pe la amurg, fiind nocturn și crepuscular, dar poate fi activ ziua când condițiile sunt favorabile (în zilele noroase).

### Hrănire
Iepurele mare antilopă se hrănește cu cactuși, graminee, plante din genul Prosopis și alte tipuri de vegetație frunzoasă. Această specie a fost observată săpând și mâncând sol într-o încercare de a consuma minerale și alți nutrienți. Poate fi clasificată ca folivoră și graminivoră.

### Reproducere
Iepurele mare antilopă în perioada decembrie-septembrie/ianuarie-octombrie și perioada de gestație durează în jur de 6 săptămâni. Femelele pot naște până la 4 rânduri de pui pe an, un rând constând în 1–5 pui. Puii se nasc acoperiți cu blană și cu ochii deschiși și sunt activi la scurt timp după naștere. Se nasc în adăposturi din pământ puțin adânci, care sunt realizate prin răzuirea suprafeței solului.

## Stare de conservare
Printre prădătorii cunoscuți ai iepurelui mare antilopă se numără coioții, râșii roșii și acvilele de munte. Din moment ce acești iepuri atrag prădători care reprezintă o amenințare și pentru șeptel, sunt vânați de către oameni pentru a reduce potențialele probleme. Sunt vânați de către oamenii și pentru consum sau pentru blană.
Pierderea habitatului reprezintă de asemenea o amenințare pentru această specie, întrucât extinderea agricolă interferează cu habitatul său. Șeptelul care paște reduce abundența gramineelor și plantelor erbacee din zone unde se găsește iepurele mare antilopă.
Este prezent în arii protejate, iar Uniunea Internațională pentru Conservarea Naturii l-a clasificat drept specie neamenințată cu dispariția.